# Грант (округ, Міннесота)
Шаблон:StateAbbr_ 45°56′ пн. ш. 96°01′ зх. д. / 45.93° пн. ш. 96.01° зх. д.
Округ Грант (англ. Grant County) — округ (графство) у штаті  Міннесота, США. Ідентифікатор округу 27051.

## Історія
Округ утворений 1868 року.

## Демографія
За даними перепису 
2000 року 
загальне населення округу становило 6289 осіб, усе сільське.
Серед мешканців округу чоловіків було 3056, а жінок — 3233. В окрузі було 2534 домогосподарства, 1741 родин, які мешкали в 3098 будинках.
Середній розмір родини становив 2,94.
Віковий розподіл населення поданий у таблиці:
| Стать    | До 15 років | 15-21 | 22-29 | 30-39 | 40-49 | 50-65 | 65-85 | Понад 85 |
| -------- | ----------- | ----- | ----- | ----- | ----- | ----- | ----- | -------- |
| Чоловіки | 588         | 296   | 213   | 364   | 461   | 517   | 534   | 83       |
| Жінки    | 612         | 279   | 202   | 363   | 440   | 512   | 652   | 173      |

## Суміжні округи
- Оттер-Тейл — північ
- Дуглас — схід
- Поуп — південний схід
- Стівенс — південь
- Траверс — південний захід
- Вілкін — північний захід

## Виноски
1. ↑  US Decennial Census. US Census Bureau. Архів оригіналу за 26 квітня 2015. Процитовано 15 жовтня 2014.
2. ↑  Historical Census Browser. University of Virginia Library. Архів оригіналу за 16 серпня 2012. Процитовано 15 жовтня 2014.
3. ↑  Population of Counties by Decennial Census: 1900 to 1990. US Census Bureau. Архів оригіналу за 4 серпня 2014. Процитовано 15 жовтня 2014.
4. ↑  Census 2000 PHC-T-4. Ranking Tables for Counties: 1990 and 2000 (PDF). US Census Bureau. Архів оригіналу (PDF) за 18 грудня 2014. Процитовано 15 жовтня 2014.
5. ↑  State & County QuickFacts. Бюро перепису населення США. Архів оригіналу за 7 червня 2011. Процитовано 31 серпня 2013.(англ.) Наведено за англійською вікіпедією.
6. ↑  American FactFinder. Бюро перепису населення США. Архів оригіналу за 21 травня 2008. Процитовано 31 січня 2008.

| США | Це незавершена стаття з географії США. Ви можете допомогти проєкту, виправивши або дописавши її. |